# Slow Hands
«Slow Hands» es una canción de la banda estadounidense Interpol y se ofrece en el segundo álbum de la banda, Antics. La canción fue escrito por Carlos Dengler, Daniel Kessler, Paul Banks y Sam Fogarino.

## Vídeo musical
El vídeo musical de "Slow Hands" fue dirigido por Daniel Levi.

## En la cultura popular
La canción fue incluida en el videojuego True Crime: New York City, Gilmore Girls episodio 4 de la temporada 5, y el segundo episodio de la segunda temporada de Entourage, titulado "My Maserati Does 185".
Además, fue utilizado en 2008, por un comercial de Emporio Armani Diamonds for Men, protagonizada por Josh Hartnett. y también está presente en los videojuegos, como en Guitar Hero: Warriors of Rock y Rocksmith. o en la canción Azealia Banks, cover, y finalmente fue lanzado en YouTube en 2010.

## Lista de canciones

### Reino Unido
- 7" OLE6367, CD OLE6362

1. «Slow Hands» - 3:04
2. «Slow Hands» (Dan the Automator remix) - CD only  – 4:04
3. «Slow Hands» (Britt Daniel of Spoon remix) – 3:44

### Reino Unido (Relanzamiento)
- 7" OLE6697

1. «Slow Hands» – 3:04
2. «Next Exit» (Eden Session) – 3:09

- 7" OLE6707

1. «Slow Hands» – 3:04
2. «Slow Hands» (Eden Session) – 3:09

- CD OLE6692

1. «Slow Hands» – 3:04
2. «C'mere» (Eden Session) – 3:09